# Citadelle de Trascău
La citadelle  de Trascău ou citadelle de Colțești (en roumain: Cetate Trascăului où Cetate Colțeşti) aujourd'hui en ruine, est situé en Roumanie à l'ouest du village de Colțeşti (en hongrois: Torockószentgyörgy, en allemand: Sankt Georgen) et à environ 5 km au sud-ouest de la commune de Rimetea (en hongrois: Torockó, en allemand: Eisenburg), comté d'Alba, a été construit vers 1296 par le vice-voïvode Thorotzkay de Trascău, comme forteresse habitable et refuge.

## Histoire
La forteresse est construite sur le sommet escarpé d'une falaise calcaire, à la suite de l'invasion mongole de 1241, lorsque des dommages importants ont été causés aux villes de Trascău et Sângiorgiu.
Sur la tour nord, haute d'environ 20 m, se trouve une inscription qui mentionne que la famille Thorotzkay a construit le château au XIIIe siècle.
En 1470, la forteresse est confisquée par le roi Matthias Corvin et donnée au voïvode de Transylvanie. En 1510, elle revint aux nobles de Trascău (Thorotzkay), et en 1514 elle fut dévastée par les paysans dirigés par Gheorghe Doja.
S'opposant à l'annexion de la Transylvanie par la Maison de Habsbourg lors de la révolte des Kuruc, la famille noble de Trascău (Thorotzkay) est éliminée de la scène de l'histoire, ainsi que sa forteresse, détruite en 1703 par les troupes impériales autrichiennes dirigées par le général Tiege (Lobonți).
Aujourd'hui, une bonne partie des murs de l'enceinte et les deux tours latérales sont encore conservées.
La citadelle est inscrite sur la liste des monuments historiques du comté d'Alba du ministère roumain de la Culture et du Patrimoine national en 2010.

## Galerie

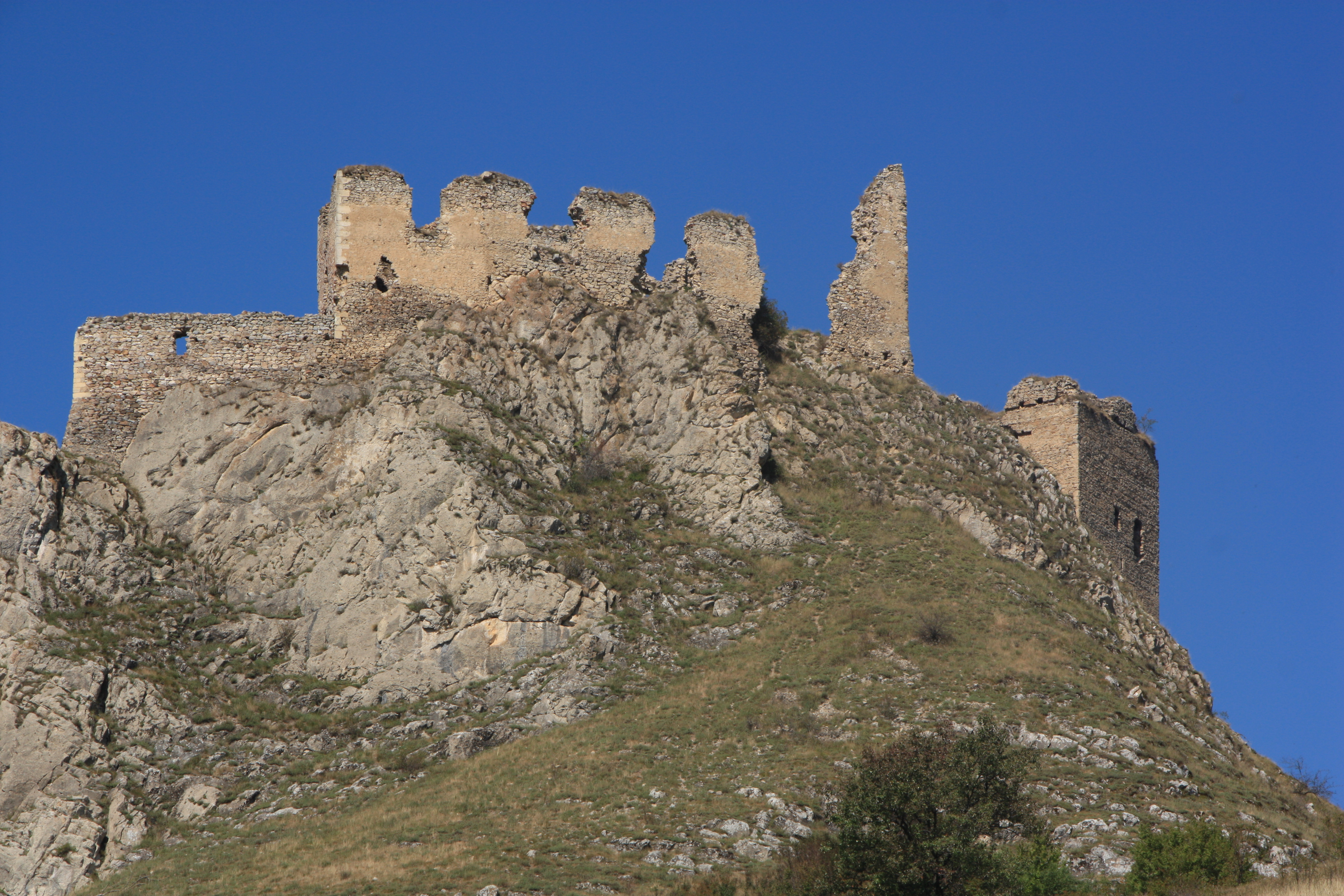
Ruines de la citadelle de Trascău
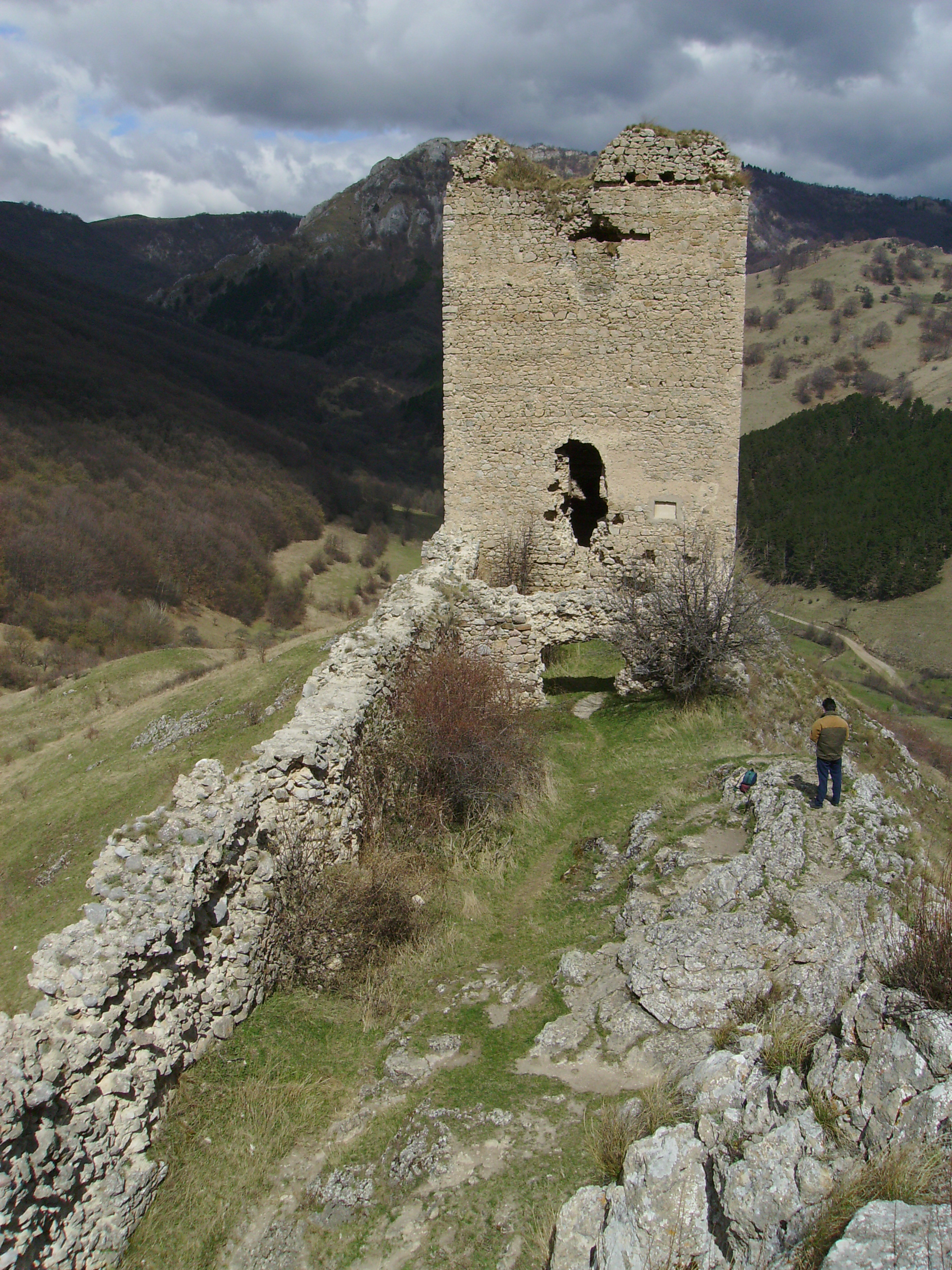
Le donjon
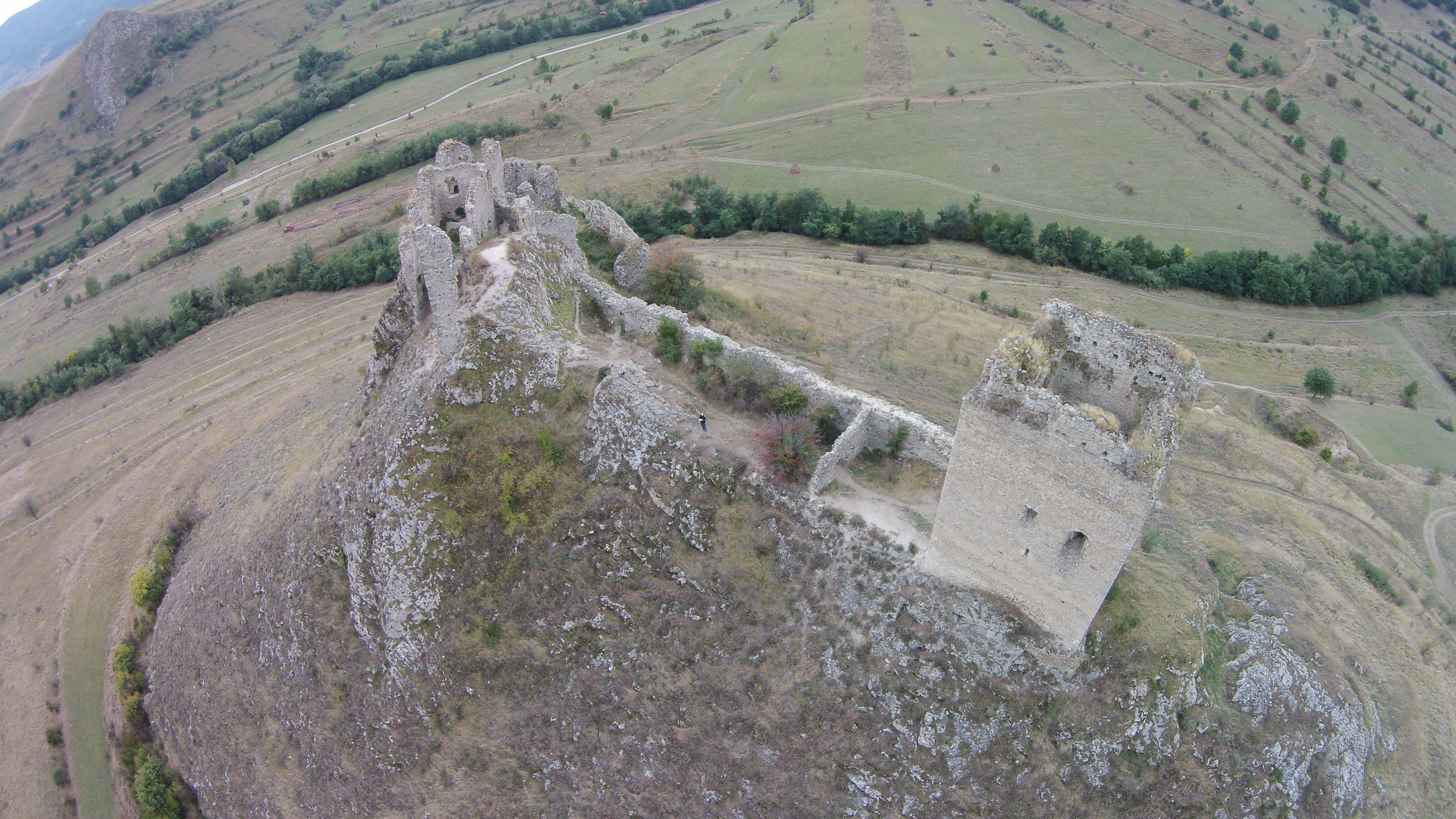
Vue aérienne de la forteresse
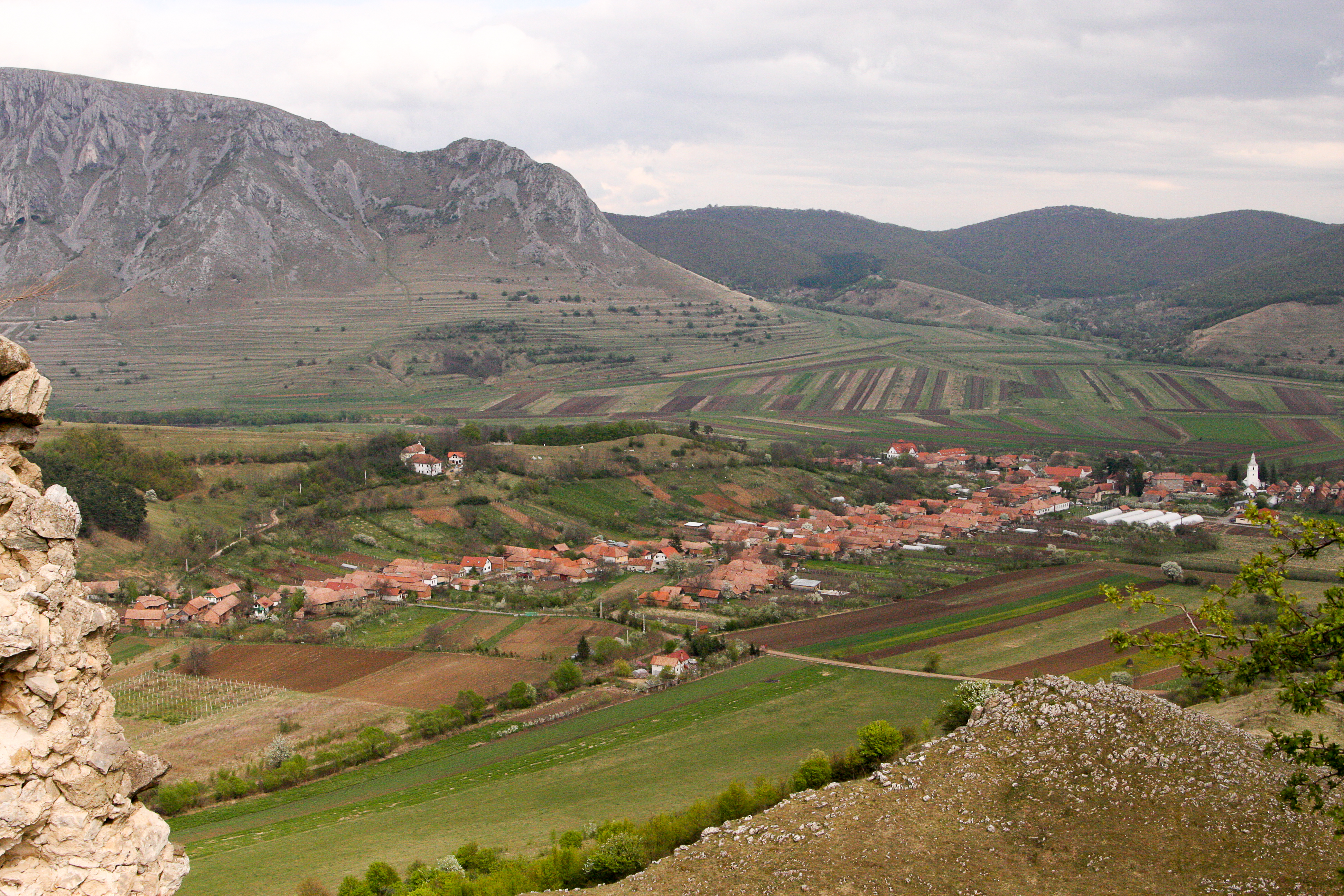
Vue panoramique de la forteresse vers Piatra Secuiului